# Dobrejšovo evangelium
Dobrejšovo evangelium (též Dobrejšovo čtveroevangelium) pochází z makedonského prostoru, z první čtvrtiny 13. století. Rukopis původně obsahoval čtyři evangelia ve staroslověnštině (s novými prvky). Podle významně později připsaného data (snad z původního nedochovaného kolofonu) bylo evangelium napsáno roku 1221. Rukopis zahrnuje celkem 175 pergamenových listů zdobených barevnými ornamenty a třemi miniaturami evangelistů (Lukáš a Jan jsou provedeni na celostránkových iluminacích). Miniatura s Janem je zároveň donační, zde pop Dobrejšo věnuje knihu Janu Evangelistovi. Není zcela jisté, jestli pop Dobrejšo text přepsal, nebo financoval (nebo obojí).
Rukopis byl nalezen v Rumunsku, v Tulce. Většina z obsahu – 127 listů, je uložena v bulharské Národní knihovně. Až do roku 1941 bylo dalších 48 listů uloženo v Srbské národní knihovně v Bělehradě, knihovna byla zasažena bombardováním a tyto listy jsou zničeny.